# Římskokatolická farnost Hlavnice
Římskokatolická farnost Hlavnice je územní společenství římských katolíků s farním kostelem Nejsvětější Trojice v Hlavnici.

## Kostely a kaple na území farnosti
- Kostel Nejsvětější Trojice v Hlavnici
- Kaple Panny Marie Pomocnice v Hlavnici

## Duchovní správci
- 2002–2008 Martin David – administrátor excurrendo
- 2008–2013 Josef Motyka († 24. června 2013)[1] – administrátor excurrendo
- 2013– Klement Rečlo – administrátor excurrendo